# Zita Hitz
Zita Hitz (* 20. September 1925; † 8. Februar 2013) war eine deutsche Schauspielerin.

## Leben
Zita Hitz, über deren Ausbildung nichts bekannt ist, war in den 1950er Jahren als Theaterschauspielerin tätig. 
In der Spielzeit 1955/56 spielte sie am Württembergischen Staatstheater Stuttgart in einer Neuinszenierung der Tragikomödie Der Biberpelz von Gerhart Hauptmann unter der Regie von Peter Hamel neben Mila Kopp und Ortrud Bechler die Tochter der Mutter Wolffen. Ihre Darstellung als „drollig frecher Backfisch“ Adelheid wurde in den damaligen, zeitgenössischen Kritiken positiv hervorgehoben. Diese Rolle verkörperte sie mit denselben Partnern auch in dem gleichnamigen Hörspiel, das 1956 vom SDR unter der Regie von Cläre Schimmel produziert wurde.
In den Spielzeiten 1956/57 und 1957/58 war sie an der Landesbühne Rhein-Main engagiert. Dort war sie mehrfach Partnerin von Liesel Christ. Ab Juli 1956 spielte sie in einer Inszenierung von Karl Striebeck an der Seite von Christs „Schellenbarbell“ das „Federle“, die Geliebte und Spionin des Truchseß, in dem Volksstück Die Ballade vom Eulenspiegel, vom Federle und von der dicken Pompanne des aus dem Rheinland stammenden Autors Günther Weisenborn (Uraufführung: Hamburger Schauspielhaus 1949 mit Ruth Leuwerik). Ab August 1957 folgte unter der Regie von Siegfried Nürnberger die Eve in der Neuinszenierung von Der zerbrochne Krug, in der Liesel Christ die Frau Marthe Rull und Egon Zehlen den Dorfrichter Adam verkörperten.
In der Spielzeit 1958/59 (Premiere: Dezember 1958) übernahm Zita Hitz am Bayerischen Staatsschauspiel, an der Seite von Dieter Kirchlechner (Charles Wykeham) und Heinrich Schweiger (Lord Francourt Babberley), die Rolle der Kitty in dem Schwank Charleys Tante.
Hitz war auch als Filmschauspielerin tätig. In den 1950er Jahren war sie einige Male auf der Kinoleinwand zu sehen. In der Rolle der blutjungen Magd Leni hatte sie in dem Film Das sündige Dorf ein folgenreiches Techtelmechtel mit dem Wegscheidbauern, gespielt von Beppo Brem. Danach sah man sie in den drei Schongerfilm-Märchenproduktionen Schneewittchen (1955, als Kammerfrau Franziska), Rübezahl – Herr der Berge (1957, als Küchenmädchen Rosa) und Die Bremer Stadtmusikanten (1959, als Kundin im Krämerladen).
Zita Hitz war Mitglied (Mitgliedsnummer 21953) in der Genossenschaft Deutscher Bühnen-Angehöriger.

## Filmografie
- 1954: Das sündige Dorf
- 1955: Schneewittchen
- 1957: Rübezahl – Herr der Berge
- 1959: Die Bremer Stadtmusikanten
- 1965: Sie schreiben mit: Finderlohn ganz groß (Fernsehserie, eine Folge)